# Chemisch evenwicht

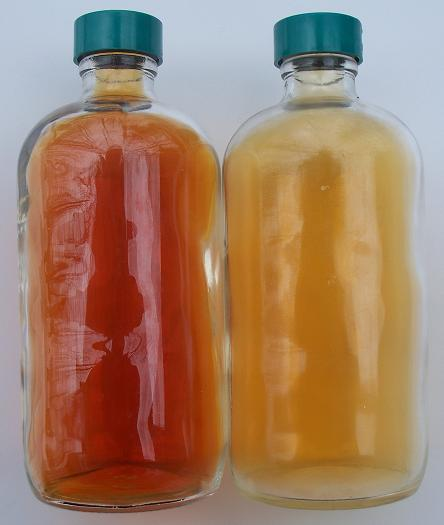
Flessen gevuld met stikstofdioxide (links) en distikstoftetraoxide (rechts). De lichtbruine kleur in de rechtse fles is afkomstig van een kleine hoeveelheid stikstofdioxide, hetgeen de dynamische evenwichtstoestand van de dimerisatie illustreert.

Chemisch evenwicht is een fundamenteel chemisch-fysisch concept dat stelt dat tijdens een chemische reactie de concentraties van zowel reagentia als reactieproducten niet meer veranderen als functie van de tijd. Op dat ogenblik vinden er echter - op microscopische schaal - nog steeds omzettingen plaats van reagentia naar producten en vice versa, maar de snelheid waarmee dit gebeurt is gelijk. Er wordt op dat ogenblik gesproken van een dynamische evenwichtstoestand (omdat er nog steeds omzettingen plaatsvinden) en de daarmee gepaard gaande chemische reactie wordt een evenwichtsreactie genoemd. Reacties die geen chemisch evenwicht vertonen worden aflopende reacties genoemd. Een klassiek voorbeeld daarvan is de explosieve ontleding van TNT.

## Geschiedenis
In 1901 werd aan Jacobus van 't Hoff de eerste Nobelprijs voor de Scheikunde toegekend vanwege zijn ontdekking van de wetten van chemische evenwichten. Hij stelde dat naast de aflopende reacties ook niet-aflopende reacties kunnen optreden. Daarbij maakte van 't Hoff gebruik van de thermodynamica om de evenwichtsligging en het chemische evenwicht in een eenduidige wetenschappelijke vorm te gieten. Het feit dat reacties omkeerbaar waren, werd echter al een eeuw eerder (1803) ontdekt door de Franse scheikundige Claude-Louis Berthollet.

## Klassiek voorbeeld: de dimerisatie van stikstofdioxide
De dimerisatiereactie van stikstofdioxide (NO2) tot distikstoftetraoxide (N2O4) kan beschreven worden met behulp van de vergelijking
{\displaystyle {\ce {2NO2 <=> N2O4}}}
Deze reactie verloopt volledig in de gasfase. Stikstofdioxide is een roodbruin gas, terwijl distikstoftetraoxide kleurloos is. Wanneer een vacuüm getrokken reactievat wordt gevuld met stikstofdioxide zal de initiële roodbruine kleur in intensiteit verminderen door dimerisatie tot distikstoftetraoxide. Echter, zelfs na lange tijd wachten zal het reactievat niet kleurloos worden. Dit is een formele indicatie dat er zowel stikstofdioxide als distikstoftetraoxide aanwezig zijn en dat de dimerisatiereactie niet volledig aflopend is. Er heeft zich dus een dynamisch evenwicht ingesteld tussen beide moleculaire speciës: het chemisch evenwicht.

## Thermodynamisch concept
De thermodynamische beschrijving van het chemisch evenwicht gaat ervan uit dat een chemische reactie formeel kan worden opgevat als een systeem waarbij reagentia R worden omgezet in reactieproducten P, elk met een gegeven coëfficiënt (respectievelijk νR en νP):
{\displaystyle \mathrm {\sum _{R}\nu _{R}R\ \rightleftharpoons \sum _{P}\nu _{P}P} }
De algemene voorwaarde voor het optreden van een evenwicht is dat de Gibbs vrije energie G van het reactiemengsel een minimumwaarde bereikt. Dit impliceert wiskundig gezien dat de differentiaal van G gelijk is aan 0 onder evenwichtsvoorwaarden. Wanneer verondersteld wordt dat gewerkt wordt onder een gegeven (vaste) druk en temperatuur kan worden gesteld dat:
{\displaystyle dG=\sum _{i}\mu _{i}dn_{i}=0}
Hierbij stelt µi de chemische potentiaal en ni het aantal mol van een i-de deeltje (reagens of product) voor. De differentiaal is echter weinig praktisch bruikbaar. Daarom wordt het concept van de vorderingsgraad (voorgesteld door de Griekse letter ξ) ingevoerd, die gedefinieerd wordt als het aantal maal (in mol uitgedrukt) de reactie is doorgegaan van links naar rechts volgens een gegeven reactievergelijking. De vorderingsgraad is dus tijdsafhankelijk. Algemeen kan dit bevat worden als:
{\displaystyle \xi (t)={\frac {n_{P}(t)}{\nu _{p}}}={\frac {n_{R}(0)-n_{R}(t)}{\nu _{R}}}}
Derhalve kunnen de variaties van reagens en product nu worden neergeschreven als
{\displaystyle dn_{R}=-\nu _{R}d\xi }
en
{\displaystyle dn_{P}=\nu _{P}d\xi }
Dat betekent dat de betrekking voor de differentiaal van G kan worden herschreven onder een meer werkbare vorm, namelijk:
{\displaystyle dG=\left(\sum _{P}\nu _{P}\mu _{P}-\sum _{R}\nu _{R}\mu _{R}\right)d\xi }
De term tussen haakjes stelt daarbij de vrije enthalpieverandering ΔG van de reactie voor, bij de actuele samenstelling van het reactiemengsel. Wanneer de samenstelling van het reactiemengsel zodanig is dat ΔG < 0, dan zal de vorderingsgraad moeten toenemen (dξ > 0) opdat dG negatief zou zijn. Dit impliceert een reactie in voorwaartse zin (van reagentia naar producten toe). Een achterwaartse reactie stelt de voorwaarde dat dξ < 0. Het chemisch evenwicht wordt nu zodanig gedefinieerd dat de vrije enthalpieverandering ΔG van het reactiemengsel gelijk is aan 0, oftewel:
{\displaystyle \Delta G=\sum _{P}\nu _{P}\mu _{P}-\sum _{R}\nu _{R}\mu _{R}=0}
Dit kan worden herschreven tot:
{\displaystyle \sum _{P}\nu _{P}\mu _{P}=\sum _{R}\nu _{R}\mu _{R}}
Indien nu de chemische potentiaal wordt vervangen door de uitdrukking (met ai de chemische activiteit van het i-de deeltje)
{\displaystyle \mu _{i}=\mu _{i}^{\circ }+RT\ln \left(a_{i}\right)}
dan bekomt men dat de evenwichtssamenstelling van een reactiemengsel dient te voldoen aan de gelijkheid
{\displaystyle RT\left(\sum _{P}\ln a_{P}^{\nu _{P}}-\sum _{R}\ln a_{R}^{\nu _{R}}\right)=-\left(\sum _{P}\nu _{P}\mu _{P}^{\circ }-\sum _{R}\nu _{R}\mu _{R}^{\circ }\right)}
De rechterzijde van de gelijkheid beschrijft de standaard reactie-vrije enthalpie ΔG°, die onafhankelijk is van de samenstelling van het reactiemengsel en enkel afhangt van de temperatuur, standaardtoestand van de betrokken componenten en de gegeven reactievergelijking. De term in de linkerzijde is wel afhankelijk van de samenstelling van het reactiemengsel. Hier wordt de evenwichtsconstante Ka ingevoerd als een onbenoemd getal van de vorm
{\displaystyle K_{a}=e^{-{\frac {\Delta G^{\circ }}{RT}}}}
Een gegeven systeem zal dus in evenwicht verkeren wanneer wordt voldaan aan de betrekking
{\displaystyle K_{a}={\frac {\prod _{P}a_{P}^{\nu _{P}}}{\prod _{R}a_{R}^{\nu _{R}}}}}
Deze uitdrukking, ook wel de evenwichtsvergelijking genoemd, is de belangrijke centrale vergelijking in de theoretische benadering van het chemisch evenwicht. Voor een gegeven evenwichtsreactie
{\displaystyle \mathrm {a\ A\ +\ b\ B\ \rightleftharpoons \ c\ C\ +\ d\ D} }
Indien alle species in verdunde oplossing aanwezig zij kan de evenwichtsconstante dan geschreven worden als
{\displaystyle K_{a}={\frac {[C]^{c}[D]^{d}}{[A]^{a}[B]^{b}}}}
De hier gebruikte concentraties zijn allemaal (stilzwijgend) dimensieloos gemaakt door ze te delen door de standaardconcentratie (gewoonlijk 1 mol/L, maar andere keuzes zijn mogelijk). Indien de oplossing niet voldoende verdund zijn moeten er activiteitscoëfficiënten aan de formule worden toegevoegd.

## De richting van de reactie
Algemeen kan de vrije-enthalpieverandering die met een chemische reactie gepaard gaat worden neergeschreven als
{\displaystyle \Delta G=\Delta G^{\circ }+RT\ln \left({\frac {\prod _{P}a_{P}^{\nu _{P}}}{\prod _{R}a_{R}^{\nu _{R}}}}\right)}
Het chemisch evenwicht bestaat wanneer ΔG gelijk is aan 0. Zodoende wordt de evenwichtsvergelijking opnieuw gevonden. Echter, wanneer de samenstelling niet voldoet aan de evenwichtsvoorwaarde, dan zal de reactie doorgaan in voorwaartse zin wanneer ΔG < 0. Dit leidt ertoe dat de uitdrukking voor de evenwichtsconstante kan beschreven worden als
{\displaystyle K_{a}>{\frac {\prod _{P}a_{P}^{\nu _{P}}}{\prod _{R}a_{R}^{\nu _{R}}}}}
De omgekeerde situatie impliceert dat de reactie in achterwaartse zin doorgaat indien ΔG > 0 en dus wanneer
{\displaystyle K_{a}<{\frac {\prod _{P}a_{P}^{\nu _{P}}}{\prod _{R}a_{R}^{\nu _{R}}}}}
Het rechterlid van beide ongelijkheden wordt aangeduid als het reactiequotiënt Qa. De waarde hiervan bepaalt of het evenwicht reeds bereikt is (wanneer Ka = Qa), of de reactie in voorwaartse (Ka > Qa) dan wel achterwaartse zin (Ka < Qa) dient te verlopen om de evenwichtstoestand te bereiken.

## Aflopende reacties
Indien alle reactanten en producten van de reactie zuivere vaste of vloeibare stoffen zijn, zijn alle activiteiten gelijk aan 1 en dit maakt de logaritmische term gelijk aan nul:
{\displaystyle RT\ln \left({\frac {\prod _{P}a_{P}^{\nu _{P}}}{\prod _{R}a_{R}^{\nu _{R}}}}\right)=RT\ln \left({\frac {1}{1}}\right)=0}
In dat geval is:
{\displaystyle \Delta G=\Delta G^{\circ }}
en evenwicht kan alleen dan optreden als
{\displaystyle \Delta G=\Delta G^{\circ }=\Delta H^{\circ }-T\Delta S^{\circ }=0}
Dit is slechts bij één enkele temperatuur mogelijk, nl.:
{\displaystyle T={\frac {\Delta H^{\circ }}{\Delta S^{\circ }}}}
Bij andere temperaturen bereikt de reactie nooit een evenwicht en zal deze aflopen tot de beperkende factor geheel verdwenen is. Het smelten van ijs is een goed voorbeeld van een dergelijk proces. Slechts bij 0 °C kunnen de vaste en vloeibare vorm van water met elkaar in evenwicht zijn. Onder deze temperatuur bevriest het water op den duur in zijn geheel. Boven het vriespunt zal alle ijs uiteindelijk geheel smelten. Een goed chemisch voorbeeld is de vorming van kwik(II)sulfide uit vloeibaar kwik en vast zwavel:
{\displaystyle {\ce {Hg + S -> HgS}}}

## Mengsels van gassen
Een mengsel van gassen waarin een chemisch evenwicht optreedt is evengoed onderhevig aan de thermodynamische betrekkingen als componenten in een oplossing. Voor een gegeven component A in een ideaal gasmengsel bestaat er een chemische potentiaal die kan worden geschreven als functie van de partieeldruk pA:
{\displaystyle \mu _{A}=\mu _{A}^{\circ }+RT\ln \left(p_{A}\right)}
Dit laat toe om de uitdrukking voor de evenwichtsconstante ook te herschreven als functie van partieeldrukken van reagentia en producten:
{\displaystyle K_{p}={\frac {\prod _{P}p_{P}^{\nu _{P}}}{\prod _{R}p_{R}^{\nu _{R}}}}}
Echter, vaak wordt gebruikgemaakt van molfracties om het chemisch evenwicht in dergelijke mengsels te beschrijven. De molfractie xi van een gasvormige component i wordt gedefinieerd als de verhouding van de partieeldruk tot de totale druk p van het gasmengsel. Dit in rekening brengend kan de uitdrukking voor de evenwichtsconstante verder herschreven worden tot
{\displaystyle K_{x}=K_{p}\left({\frac {p^{\circ }}{p}}\right)^{\Delta \nu }={\frac {\prod _{P}x_{P}^{\nu _{P}}}{\prod _{R}x_{R}^{\nu _{R}}}}}
Hierbij staat p° voor de standaarddruk (1 atm) en Δν voor het verschil in de som van de stoichiometrische coëfficiënten van producten en reagentia:
{\displaystyle \Delta \nu =\sum _{P}\nu _{P}-\sum _{R}\nu _{R}}

## Chemisch evenwicht in oplossingen
Van chemische reacties die in een oplossing verlopen (dit wil zeggen een systeem met een oplosmiddel A en een opgeloste component B), kan de evenwichtssituatie worden gekarakteriseerd aan de hand van de chemische potentiaal. Voor het oplosmiddel A is de wet van Raoult geldig, hetgeen impliceert dat
{\displaystyle \mu _{A}=\mu _{A}^{\star }+RT\ln \left(a_{A}\right)}
Voor de opgeloste stof B is de wet van Henry geldig:
{\displaystyle \mu _{B}=\mu _{(c),B}^{\circ }+RT\ln \left(a_{(c),B}\right)}
Dit betekent concreet dat in de bepaling van de standaard reactie-vrije enthalpie ΔG° voor elke opgeloste stof de standaardtoestand van oneindige verdunning bij standaardconcentratie wordt gebruikt. De daaraan gekoppelde evenwichtsconstante wordt daarom neergeschreven als Kc°. Immers, wanneer het reactiemengsel oneindig wordt verdund, wordt het reactiequotiënt bepaald uitgaande van de concentraties van de opgeloste stoffen en kan de chemische activiteit van het oplosmiddel dus gelijkgesteld worden aan 1. Dit heeft tot gevolg dat het oplosmiddel niet voorkomt in de uitdrukking voor de evenwichtsconstante, zelfs niet wanneer het oplosmiddel zelf deelneemt aan de reactie.

## Heterogeen chemisch evenwicht
Er wordt gesproken van een heterogeen evenwicht wanneer de betrokken reactiepartners zich niet alle in dezelfde aggregatietoestand bevinden. Een voorbeeld is de ontledingsreactie van calciumcarbonaat (vast) tot calciumoxide (vast) en koolstofdioxide (gasvormig):
{\displaystyle {\ce {CaCO3 <=> CaO + CO2}}}
De toepassing van de definitie van de evenwichtsconstante leidt tot de uitdrukking
{\displaystyle K_{a}={\frac {a_{\mathrm {CaO} }a_{\mathrm {CO_{2}} }}{a_{\mathrm {CaCO_{3}} }}}}
Echter, deze uitdrukking kan danig worden vereenvoudigd, omdat de chemische activiteit van vaste stoffen steeds gelijk is aan 1. Dit leidt tot de uitdrukking
{\displaystyle K_{a}=a_{\mathrm {CO_{2}} }}
Aangezien koolstofdioxide een gas is kan de evenwichtsconstante rechtstreeks gerelateerd worden aan de druk ervan:
{\displaystyle K_{p}=p_{\mathrm {CO_{2}} }}
Ook bij evenwichten waarin zuivere vloeistoffen optreden kan deze vereenvoudiging doorgevoerd worden. Een voorbeeld is de evenwichtsreactie tussen water en gasvormig waterstof en zuurstof:
{\displaystyle {\ce {2H2O <=> 2H2 + O2}}}
De bijbehorende evenwichtsconstante wordt dus
{\displaystyle K_{p}=p_{\mathrm {H_{2}} }^{2}p_{\mathrm {O_{2}} }}
Wanneer deze reactie echter volledig in de gasfase doorgaat, dan dient de partieeldruk van water wel in rekening te worden gebracht (omdat deze niet noodzakelijk een activiteit van 1 vertoont):
{\displaystyle K_{p}={\frac {p_{\mathrm {H_{2}} }^{2}p_{\mathrm {O_{2}} }}{p_{\mathrm {H_{2}O} }^{2}}}}

## Soorten chemische evenwichten
Afhankelijk van de fysico-chemische eigenschappen van de betrokken deeltjes kunnen evenwichtsreacties ingedeeld worden in verschillende klassen:
- Zuur-base-evenwicht
- Redoxevenwicht
- Complexvormingsevenwicht
- Adductvormingsevenwicht
- Oplosbaarheidsevenwicht

Evenwichten kunnen ook optreden als gevolg van fysische fenomenen:
- Vloeistof-vloeistof-extractie-evenwicht (verdeling van een component tussen twee niet-mengbare vloeistoffasen)
- Adsorptie-evenwicht
- Ionenuitwisselingsevenwicht

Deze laatste evenwichten zijn van bijzonder belang in de analytische scheikunde (chromatografie).

## Verschuiving van het chemisch evenwicht
De ligging van het evenwicht hangt af van de temperatuur, de druk, het aantal deeltjes en dergelijke meer. Als voorbeeld kan de synthese van ammoniak uit stikstofgas en waterstofgas gelden, een exotherme reactie (ΔH° = −46,11 kJ/mol):
{\displaystyle \mathrm {N_{2}\ +\ 3\ H_{2}\ \rightleftharpoons \ 2\ NH_{3}} }
Als de temperatuur verhoogd wordt, zal het systeem ervoor zorgen dat er minder warmte vrijkomt. Het evenwicht zal dus naar links verschuiven. Bij een temperatuurdaling zal het systeem daarentegen meer warmte produceren: het evenwicht zal dus naar rechts verschuiven.
In het Haber-Boschproces, dat in de industrie toegepast wordt voor de synthese van ammoniak, moet er dus een keuze gemaakt worden wat de temperatuur betreft: de reactiesnelheid stijgt namelijk met de temperatuur, maar hoe hoger de temperatuur, hoe lager het rendement (wegens verschuiving van het evenwicht). Bij industrieel toegepaste exotherme reacties is het dus zaak van een compromis te vinden tussen chemische kinetiek en thermodynamica. Een katalysator (ijzer) biedt in dit voorbeeld soelaas: de reactiesnelheid is aldus voldoende hoog bij een relatief lage temperatuur.
Ook het toevoegen van meer of minder reagentia (waterstofgas of stikstofgas) kan leiden tot een verschuiving van het chemisch evenwicht. Dit alles wordt samengevat in het principe van Le Chatelier. Volgens dit thermodynamische principe probeert een systeem, dat zich in een evenwichtstoestand bevindt, een verandering van een toestandsgrootheid te compenseren door het veranderen van andere toestandsgrootheden.